# Трапист
Трапист је полутврди сир направљен од пастеризованог крављег млека. У себи садржи између 45 и 60% масти у сувој материји. Сир има фину, гипку масу, није растресит и лако се сече, топи и има благу арому. Карактеристичан је за Босну и Херцеговину, Србију, генерално Балкан, и Мађарску, где је постао део традиционалног мађарског доручка.
Порекло овог сира је Француска, где су га први почели правити монаси из реда траписти, па је по њима и добио име. Затим је преко Мађарске, пренет у Бања Луку, где је основан манастир опатија Марија Звијезда.
Трапист сир се производи у облику коцке, квадра или ваљка, тежине од 0.5 до 1.5 килограма. Димензије су обично по дијагонали или пречнику 16-18 cm, а висине 5-8 cm. Трапист у себи садржи мале, ретко неравномерно распоређене рупице, пречника 3-5 mm. Сир је жуте боје, може имати нијансе од светле до тамне, а кора је обично нешто тврђа и тамнија. Време зрења је 5 до 12 недеља.
Независно од произвођача, трапист сир се обично пакује у препознатљив црвени омотач или фолију, а продају се како цели комади до 2 килограма, тако и мањи исечени делови. Сир се најчешће конзумира у сендвичима, уз воће или вино, а често и као отопљен надев на топлом месу или поврћу.

## Галерија
- Трапист сир направљен по оригиналном француском рецепту.
- Познат и под називом Сен Паулин фр. Saint-Paulin.
- Ока сир, трапист произведен у Канади.